# フェラーリ・F8トリブート
F8トリブート(F8Tributo)は、イタリアの高級自動車メーカー、フェラーリが生産していたミドシップV8ターボエンジンのスポーツカーである。

## 概要
488GTBの後継で事実上のビックマイナーチェンジモデルとして2019年に登場した。最初期型の458イタリアのデビューから10年後に当たり、最後のピュアV8ツインターボ車となる。
F8トリブートのエンジンは488ピスタ同様に720PS（488GTBに対して+50PS）を発生し、V8としては過去最高の出力を持つ。0-100km/hの加速は2.9秒、0-200km/hの加速は7.8秒、最高速度は340km/h。
デザインはフェラーリ・スタイリング・センターが担当した。F40の要素を現代的にアレンジしたという、ルーバーのあるレキサン製のリアウインドウが採用された。テールランプは、GTC4ルッソ、812スーパーファストに続き、丸型4灯式となっている。
2022年10月23日、フェラーリ・ジャパンがブレーキが利かなくなる恐れがあるとして、リコールを国土交通省に届け出。

## F8 スパイダー
2019年9月9日に発表された、F8のオープンモデル。ルーフはハードトップで開閉時間は14秒、走行中でも45km/h以下なら開閉が可能。パワートレインはF8トリブートと共通で3.9L V8ツインターボエンジンを搭載する。乾燥重量がクーペより70kg重くなっている他、0-200km/hのタイムがクーペの7.8秒にやや劣る8.2秒となっている。

## SP48 ウニカ
2022年5月5日に発表されたワンオフモデルで、F8トリブートのプラットフォームがベースになっている。ミッドシップに搭載されるのは、F8トリブート譲りの排気量3902ccのV型8気筒ガソリンツインターボエンジンで、最大出力は720hp/8000rpm、最大トルクは78.5kgm/3200rpmを発揮する。0～100km/hは2.9秒、最高速度は340km/h。車名のウニカ(Unica)とはイタリア語で"唯一"を意味する。

## SP-8

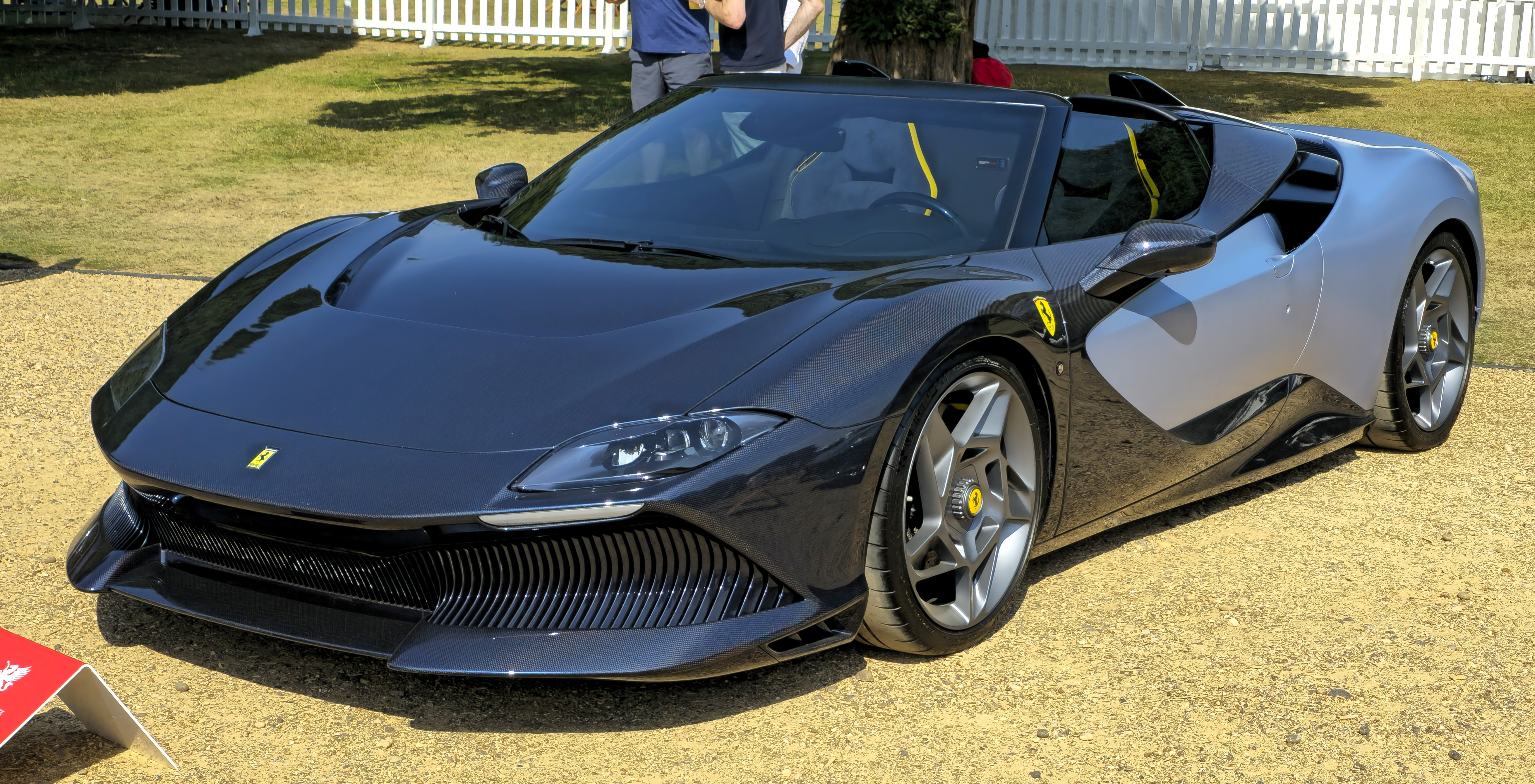
sp-8

2023年10月24日に発表されたワンオフモデルで、F8スパイダーがベースになっており、フラヴィオ・マンゾーニ率いるフェラーリ・スタイリング・センターがデザインを担当した。台湾の顧客がオーダーしたもので、パワートレインはF8のものと同じV8ツインターボを搭載している。テールライトには専用のレンズを使ったローマのライトが使用されている。この車に開閉式のハードトップ等はついておらず、完全なオープンモデルとなっている。車名の"8"は顧客が台湾出身であることに由来するもので、台湾では8が伝統的に縁起のよい数字とされていることから、この車名が付与された。
SP-8は2023年10月24日より「フェラーリ・フィナーリ・モンディアーリ」の終了までムジェロ・サーキットに展示され、その後は11月16日から翌2024年3月まで、マラネロのフェラーリミュージアムに展示される。

## ギャラリー

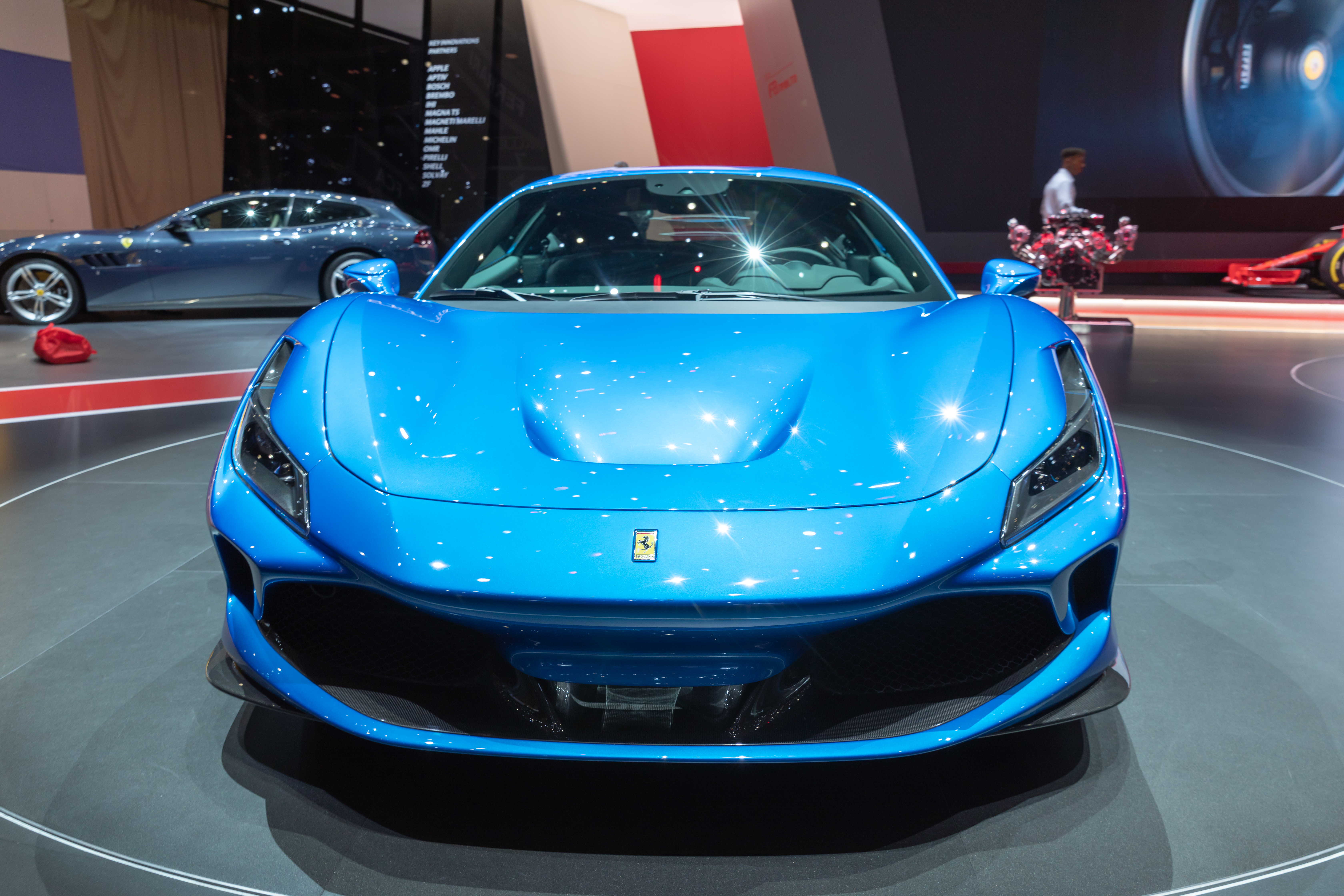
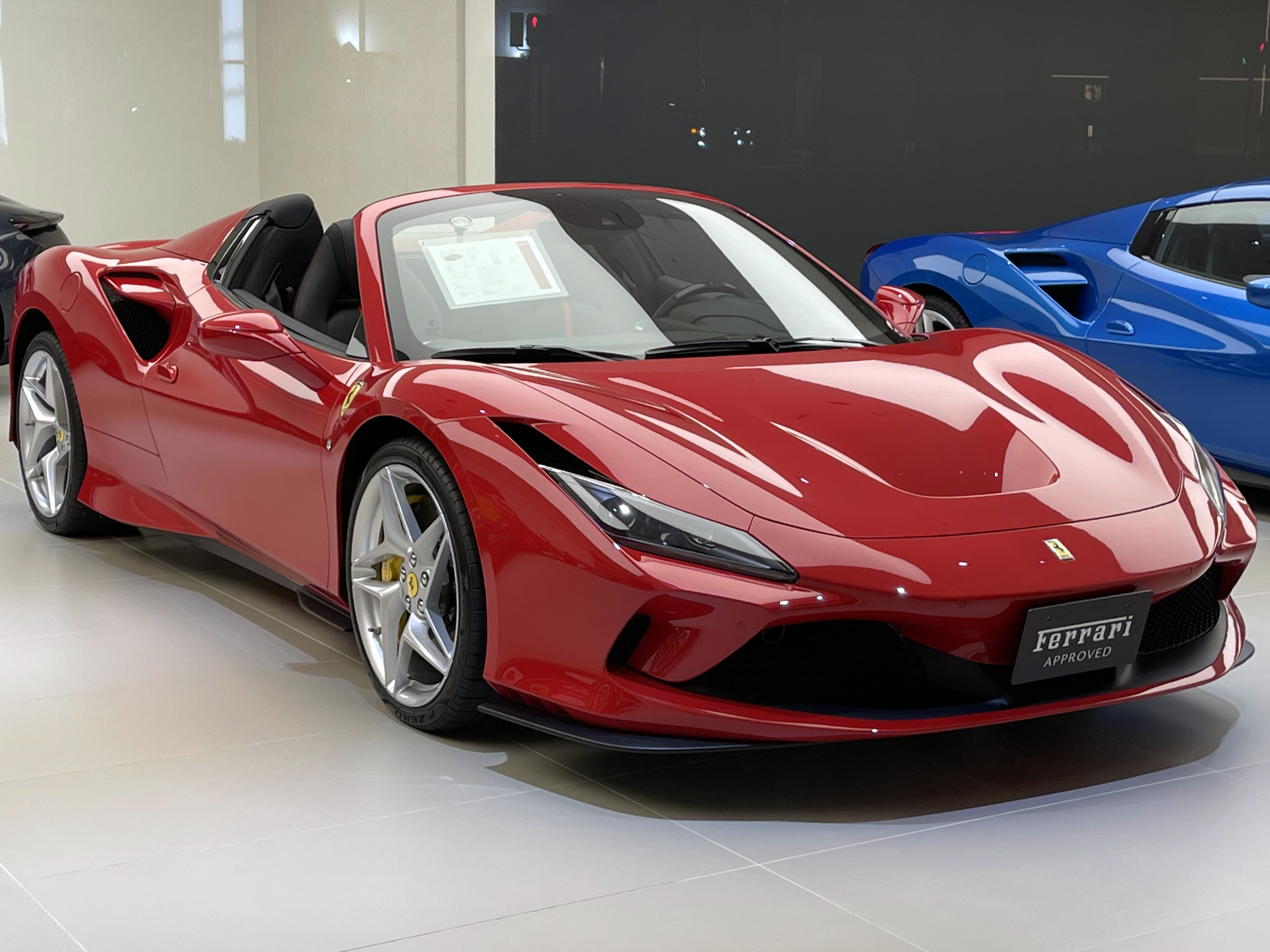
F8スパイダー
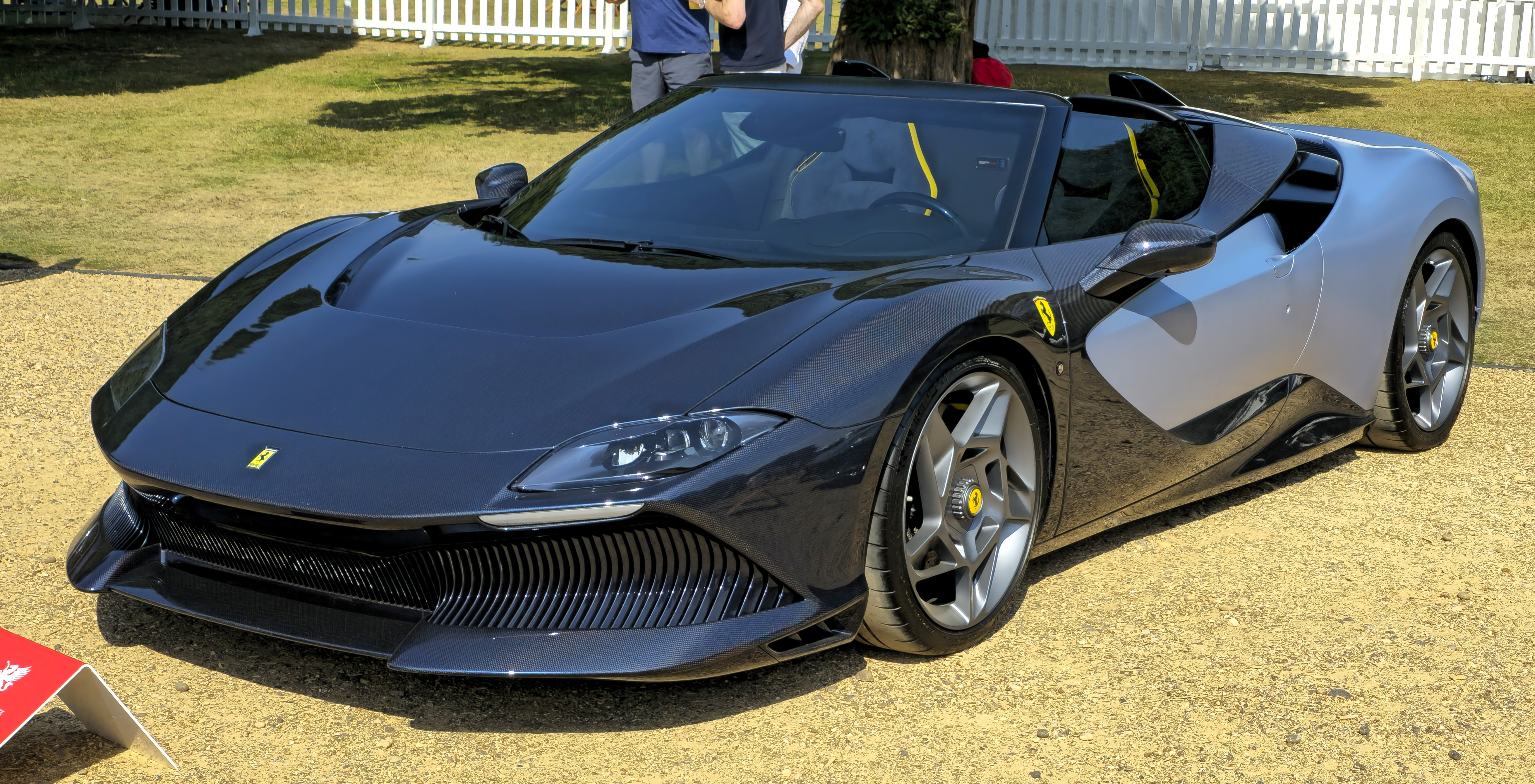
SP-8